# Łukowicze
Łukowicze (ukr. Луковичі) – wieś na Ukrainie w rejonie włodzimierskim obwodu wołyńskiego.

## Historia
Prywatna wieś szlachecka, położona w województwie wołyńskim, w 1739 roku należała do klucza Łokacze Lubomirskich. Pod koniec XIX w. wieś w gminie Chorów, w powiecie włodzimierskim.
Do 2020 w rejonie iwanickim.